# Rayon de déformation de Rossby
Le rayon de déformation de Rossby est un concept en météorologie et en océanographie qui désigne la longueur caractéristique à partir de laquelle l'impact de la rotation de la Terre sur le mouvement d'une particule fluide devient aussi important que ceux de la flottabilité et des ondes de gravité. Le rayon de Rossby est donc exprimé comme le rapport entre la force de Coriolis, la gravité terrestre et l'équilibre hydrostatique, et donne le diamètre typique des dépressions météorologiques et des tourbillons océaniques.

## Définition
Le rapport entre les trois forces en présence s'exprime dans un fluide barotrope, dont les variations de pression sont parallèles aux variations de densité, comme :
{\displaystyle R_{d}={\frac {(gh)^{1/2}}{f}}}
Où :
- f est le paramètre de Coriolis ;
- g est l'accélération de la pesanteur ;
- h est l'épaisseur du fluide.

En utilisant la définition de la fréquence de Brunt-Väisälä (N) qui régit la période des ondes de gravités et qui est définie comme :
{\displaystyle N\equiv {\sqrt {-{\frac {g}{\rho }}{\frac {d\rho }{dz}}}}}, où {\displaystyle g} est l'accélération locale de la pesanteur, {\displaystyle \rho } est la densité et {\displaystyle dz} est le déplacement de la parcelle, N ayant n modes d'oscillations.
le ne rayon de déformation de Rossby devient (toujours dans un fluide barotrope) :
{\displaystyle R_{d,n}\equiv {\frac {Nh}{n\pi f_{0}}}}

## Importance
Dans l'atmosphère terrestre le rapport N/f0 est typiquement de 100 fois h si l'approximation quasi-géostrophique, qui dit que la force de Coriolis et celle de pression sont presque égales, est utilisée. Pour l'épaisseur de la troposphère, là où se meuvent les systèmes météorologiques, Rd, 1 ≈ 1 000 kilomètres, ce qui correspond à l'échelle synoptique des cartes météorologiques. À des échelles plus petites, l’équilibre géostrophique n’est plus valable (Nombre de Rossby : 𝑅𝑜 ≿ 1).
Dans les océans, la valeur du rayon de déformation varie beaucoup avec la latitude. Près de l'équateur, il est de plus de 200 kilomètres mais dans l'Arctique, il est de moins de 10 kilomètres. Ce rayon régit le diamètre des tourbillons océaniques qui sont très petits dans les hautes latitudes et très larges près de l'équateur.
Un système météorologique ou océanique se déplaçant d'une latitude à l'autre aura une dimension différente du Rd à cette nouvelle latitude. En réaction, son diamètre et la force des vents/flux marins s’adapteront au nouveau Rd. Ainsi, un système de même intensité pourra être de dimension fort différente selon la latitude.